# Horn River
Der Horn River ist ein 278 km langer rechter Nebenfluss des Mackenzie River in den Nordwest-Territorien Kanadas.

## Verlauf
Der Horn River entspringt 25 km nordwestlich des Willow Lake am Nordhang des Horn Plateaus, einer bis zu 820 m hohen Hochfläche. Er fließt anfangs kurz nach Norden, wendet sich dann aber nach Ostsüdost. Er nimmt den Pine Creek von links auf. Später durchfließt er die Seen Fawn Lake, Second Lake und Mink Lake und vollführt dabei einen Bogen nach Südsüdwest. In den Mink Lake mündet von Westen kommend der Laferte River. Kurz vor seiner Mündung in den Mackenzie River oberhalb des Mills Lake und 25 km nordwestlich von Fort Providence trifft der Bluefish River linksseitig auf den Horn River. Der Fluss ist Namensgeber der Horn River-Formation, einer stratigraphischen Einheit des Westkanadischen Sedimentbeckens.